# Богородице-Тихвинский монастырь (Борисовка)
Борисовский Богородице-Тихвинский монастырь — женский монастырь Русской православной церкви (РПЦ), расположенный в посёлке Борисовка Белгородской области.

## История
Генерал-фельдмаршал граф Борис Шереметев основал монастырь неподалёку от станицы Борисовки, в которой около шести недель провёл царь Пётр Великий, в то время входившей в Грайворонский уезд Курской губернии, в 1710 году (по другим данным — в 1714) в память победы под Полтавой.
К началу XX века монастырь был заштатным (не получавшим финансирования из казны), необщежительным (то есть его монахини не находились на полном обеспечении монастыря) и управлялся игуменьей.

### Тихвинская икона Богоматери
Монастырь был посвящён списку Тихвинской иконы Божией Матери, принадлежавшей семье графа Шереметева и сопровождавшей его в походах. По преданию, обитель была основана в связи с данным графом Шереметевым обетом основать иноческую обитель в честь удачного окончания Полтавской битвы.

### Иконопись в Борисовском монастыре
После основания обители граф Шереметев прислал в него из Петербурга художника Игнатьева, принявшего участие в росписи храмов монастыря и начавшего обучение местных жителей иконописи. В 1902 году при монастыре появились иконописная школа с бесплатным четырёхлетним обучением и иконописная мастерская.
Почитаемыми иконами в монастыре были также список Тихвинского образа, привезённый в 1838 году из Успенского монастыря в Тихвине преподобным Львом (Наголкиным), и древняя икона святого Николая.

### Иеросхимонаха Борисовского
- Иеросхимонах Иероним (Соломенцов)

## Здания монастыря
Первым зданием Борисовского монастыря, возможно, была деревянная часовня, построенная в 1711 году. Впоследствии она была заменена деревянным, а затем и каменным храмом в честь Тихвинской иконы Божией Матери.
К началу XX века в монастыре имелось три храма:
- в честь Тихвинской иконы, каменный, холодный — новая деревянная Тихвинская церковь была освящена 1 ноября 1775 года. В 1822—1826 годах был построен на месте одноимённой обветшавшей церкви. В ней, согласно описи 1799 года, «подле иконостаса по правую сторону» хранилась икона, в честь которой был основан монастырь[3];
- Преображенский — одноглавая тёплая Преображенская церковь была построена не позднее 1719 года. Её сменил каменный храм, построенный в 1831—1834 годах и расширенный в 1846 году. В 1848 году в храме был сооружён придел во имя святителей Григория Богослова, Василия Великого и Иоанна Златоуста. В 1859 году храм, переставший вмещать насельниц, был снесён, к 1862 году была построена и освящена новая пятиглавая церковь с колокольней. Образы Иисуса Христа и Богоматери для него были написаны в русском Пантелеимоновом монастыре на горе Афон[3];
- в честь Николая Чудотворца, деревянный, больничный — располагался на втором этаже больничного корпуса, был освящён в 1856 году и перестроен в 1901—1903 годах[3].

Монастырь располагал также домом настоятельницы, семью келейными корпусами, двумя гостиницами для паломников, четырьмя домами причта и скотным двором. При монастыре существовали также двухэтажная лечебница, которая была построена к 1850-м годам, и церковно-приходская школа; последняя работала уже в конце XIX века.

## Закрытие и восстановление
Монастырь был упразднён в 1923 году. Насельницы были выдворены из монастыря, а его имущество распродано или передано больницам и детским домам. В монастырских зданиях разместился детский дом «Новый свет» имени Карла Либкнехта, на месте монастырского кладбища в 1940-е годы был разбит фруктовый сад. До XXI века из монастырских построек сохранился только принадлежащий школе-интернату двухэтажный корпус. Тихвинская икона Божией Матери, по преданию, сохранилась в Архангельском храме в Борисовке.
С 2014 года в Борисовке возрождается монашеская жизнь. В 2016 году решением Священного синода РПЦ монастырь был восстановлен. Его игуменьей назначена монахиня Иова (Иванова). С 2015 года действует иконописная мастерская.